# 1887年の相撲
1887年の相撲（1887ねんのすもう）は、1887年の相撲関係のできごとについて述べる。

## 興行
- 1月場所（東京相撲）[1]
  - 興行場所:本所回向院
  - 1月11日より晴天10日間興行
- 5月場所（東京相撲）[2]
  - 興行場所:本所回向院
  - 5月16日より晴天10日間興行
- 9月場所（東京大阪合併相撲）[3]
  - 興行場所:難波新地新金毘羅神宮
- 11月立会興行（大坂京都立会興行）[3]
  - 興行場所:花見小路祇園座
  - 7日間興行
    - 西方に外国人を迎えて行われた。

## 誕生
- 4月3日 - 鳳谷五郎（第24代横綱、所属：宮城野部屋→勝ノ浦部屋→宮城野部屋、+ 1956年【昭和31年】）[4]
- 6月10日 - 梅ノ花市五郎（最高位：前頭4枚目、所属：雷部屋、+ 1926年【大正15年】）[5]
- 7月14日 - 玉手山七郎（最高位：関脇、所属：大嶽部屋→雷部屋、+ 1941年【昭和16年】）[6]
- 7月18日 - 小錦八十吉（最高位：小結、所属：二十山部屋、+ 1943年【昭和18年】）[7]
- 8月19日 - 對馬洋弥吉（最高位：大関、所属：出羽ノ海部屋、+ 1933年【昭和8年】）[8]
- 9月24日 - 源武山源右エ門（最高位：十両2枚目、所属：伊勢ノ海部屋→朝日山部屋、+ 1942年【昭和17年】）
- 10月5日 - 大鳴門灘右エ門（最高位：関脇、所属：八角部屋、+ 1942年【昭和17年】）[5]
- 11月9日 - 敷嶌猪之助（最高位：前頭4枚目、所属：友綱部屋、+ 1957年【昭和32年】）[9]

## 死去
- 6月21日 - 友綱良助（最高位：前頭筆頭（現役没）、所属：玉垣部屋→梅ヶ谷部屋→雷部屋、年寄：友綱、* 1856年【安政3年】）
- 6月22日 - 投石菊治郎（最高位：前頭4枚目、所属：雷部屋→音羽山部屋→井筒部屋、年寄：井筒、* 1837年【天保8年】）
- 8月29日 - 綾瀬川三左エ門（最高位：前頭5枚目、所属：雷部屋、* 生年不明）
- 9月16日 - 境川浪右衛門（第14代横綱、所属：境川部屋、* 1841年【天保12年】）[10]
- 12月4日 - 國見山半五郎（最高位：前頭3枚目、所属：関ノ戸部屋、* 1830年【文政13年】）